# Le Revizor (Egk)
Pour les articles homonymes, voir Revizor.
Le Revizor (Der Revisor) est un opéra-comique en cinq actes de Werner Egk sur un livret du compositeur d'après la nouvelle éponyme de Gogol (1836).

## Création

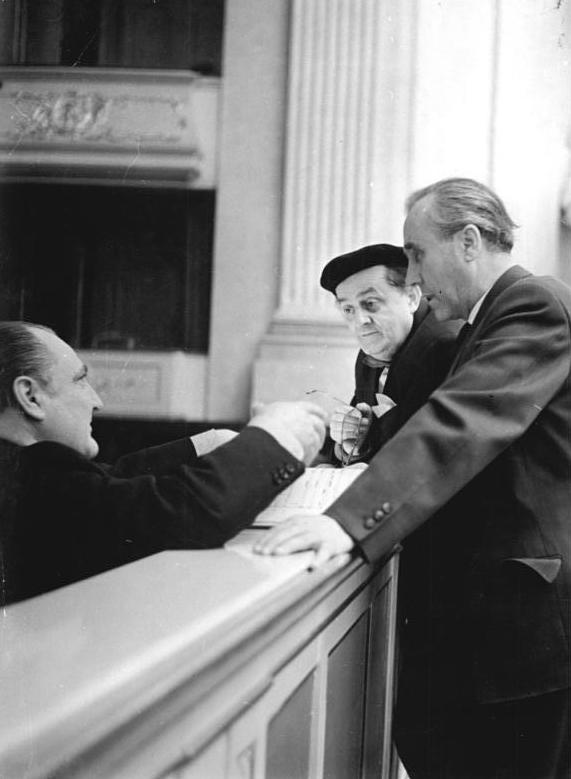
Werner Egk en marge d'une répétition de Le Revizor en 1958 à l'opéra de Berlin.

Le Revizor est créé le 9 mai 1957 à Schwetzingen par l'orchestre de l'Opéra de Stuttgart sous la direction du compositeur avec Fritz Wunderlich, Gerhard Stolze. La version française a été créée en 1958 à Charleroi sous la direction de Paul Kast.

## Argument
Dans une petite ville russe au temps des Tsars, une rumeur se répand qu'un émissaire du gouvernement va venir inspecter incognito la ville. Tout le monde croit que c'est Chlestakof, un jeune homme sans le sou qui habite à l'auberge. Dès lors il fait l'objet de toutes les tentatives de séduction ou de corruption de la part des notables de la ville. Il profite largement du pouvoir que lui donne cette nouvelle situation et se fiance avec la fille du juge très prévenante à son égard. Mais un jour il disparait en laissant une lettre où il révèle la vérité à savoir qu'il n'est pas le révisor en question. Le scandale secoue toute la ville et sur ces faits le vrai révisor arrive et décide de faire une enquête draconienne.

## Rôles
- Chlestakof (ténor-bouffe)
- Le Maire (baryton)
- Anna, sa femme {alto)
- Marja, sa fille (Soprano)
- Le Directeur des Postes (ténor)
- Le Curateur (basse)
- Le Juge (basse)
- Ossipp, serviteur de Chlestakof  (basse)
- Mischka, serviteur du maire (ténor)
- Bobtschinskij (ténor)
- Dobtschinskij (baryton)
- Une jeune veuve (soprano)
- La femme du serrurier (mezzo-soprano)
- Un garçon (rôle muet)
- Deux danseuses et un danseur

## Instrumentation
- une flûte, deux hautbois, une clarinette, un basson, deux cors, deux trompettes, un trombone, une harpe, deux pianos, percussion, cordes.

## Réception critique
Bien accueillie lors de sa création et des premières représentations, l'œuvre est cependant jugée « académique » par Robert Siohan en 1966,.